# Эмблема Саудовской Аравии
Эмбле́ма Сау́довской Ара́вии (араб. شعار العربية السعودية‎) — официальный государственный символ абсолютной теократической монархии — Королевства Саудовская Аравия, наряду с флагом и гимном. Принят и утверждён в 1950 году.
Представляет собой два скрещенных шамшира, у которых золотые рукояти. Лезвия мечей-шамширов обращены вверх, и между ними держится финиковая пальма. Два меча-шамшира представляют Королевство Хиджаз и Султанат Неджд (а также его зависимые территории), которые в 1926 году были объединены Абдель-Азизом Ибн-Саудом, и на их основе в 1932 году им было образовано современное государство Саудовская Аравия, где у власти находится династия Аль-Сауд.
Золотые рукояти мечей-шамширов символизируют богатство, процветание и благородство, а вместе с ними — силу. Скрещенное положение шамширов символизирует справедливость и единство. Финиковая пальма весьма распространена по Саудовской Аравии и по Аравийскому полуострову в целом, и считается национальным деревом, символизируя богатства королевства, а именно — древний и талантливый народ, славную историю и богатое культурное и религиозное наследие, а также природные ресурсы и саму аравийскую природу. Расположение пальмы между лезвиями мечей символизирует её надёжную защиту, а лезвия мечей обращённые вверх — готовность в любое время постоять и воевать как защитник нации, королевства и ислама. Допускается одноцветное изображение эмблемы, желательно зелёного или золотого цветов. Силуэты из эмблемы весьма популярны в королевстве, и лежат в основе многих эмблем, печатей и логотипов как государственных органов и предприятий, так и гражданских.
С момента основания королевства в 1932 году, и до принятия современной эмблемы в 1950 году, в качестве эмблемы или печати королевства использовалась чёрно-белая печать с изображением пальмы, которую с двух сторон окружают два меча, а над ними полное название государства, год основания и личная подпись Короля Абдель-Азиза Ибн-Сауда.

## Интересные факты
- Меч также изображён на флаге Саудовской Аравии.

## Галерея

Герб Королевства Хиджаз (1916—1925)
Эмблема Королевства Неджд и Хиджаз (1926—1932)
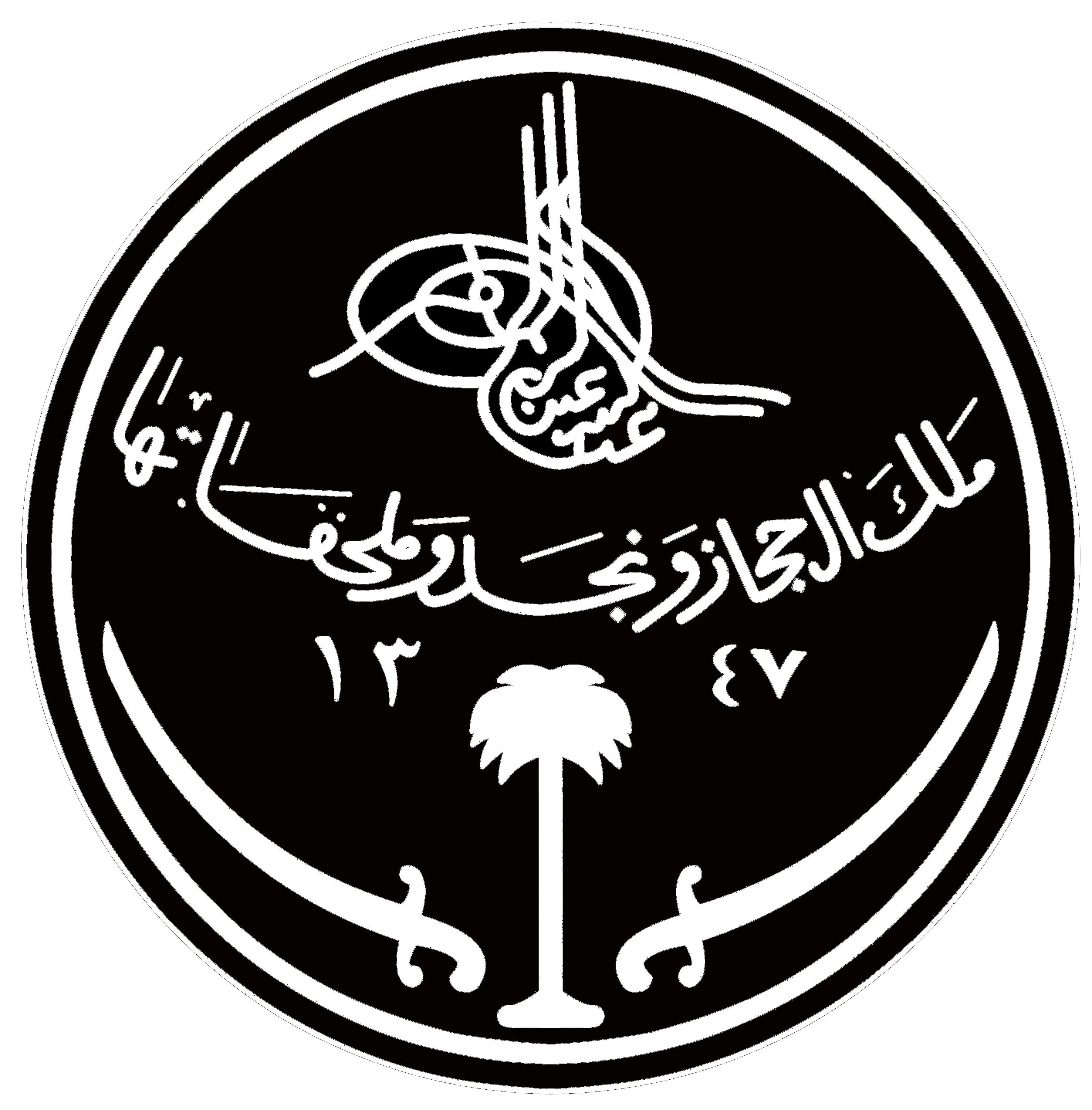
Чёрная эмблема королевства в 1932—1950 годах
Одноцветный вариант эмблемы Саудовской Аравии
Одноцветный вариант
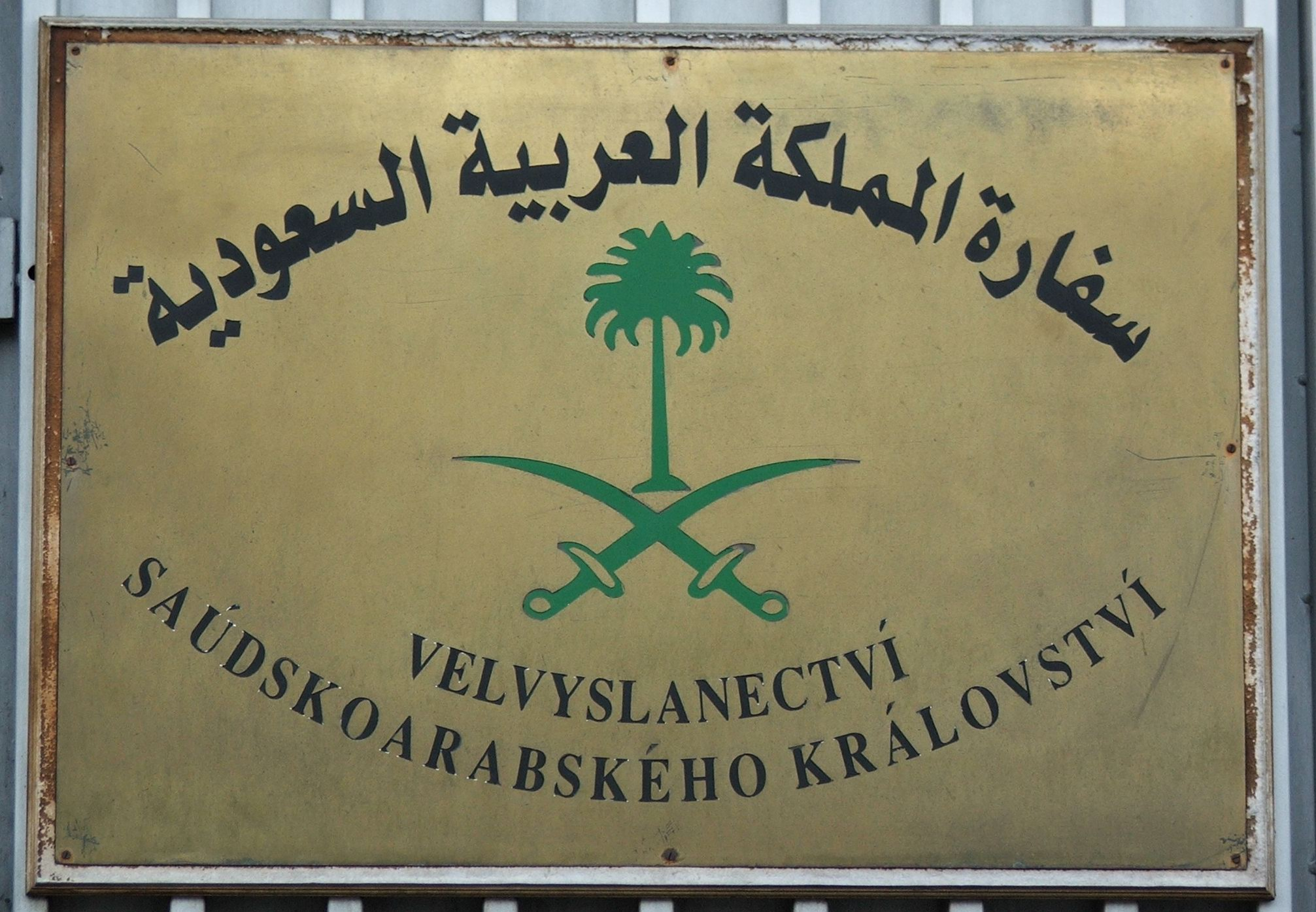
Изображение эмблемы на доске у саудовского посольства в Чехии
Золотая эмблема королевства на королевском штандарте
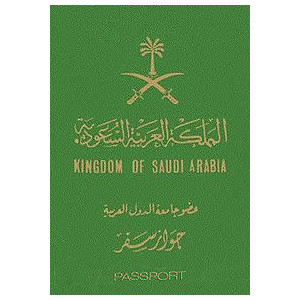
Эмблема на паспорте гражданина королевства